# Парлаку, Рахман
Рахман Латиф Парлаку (алб. Rrahman Latif Parllaku; 15 апреля 1919, Ново-Село — 15 сентября 2019, Тирана) — албанский генерал, заместитель начальника генштаба вооружённых сил НРА, член ЦК АПТ. Участник партизанской войны, Народный герой Албании. В 1975 был приговорён к 25 годам заключения по обвинению в военном заговоре против Энвера Ходжи. Освобождён и реабилитирован после падения коммунистического режима.

## Партизанский командир
Родился в крестьянской семье албанских мусульман из округа Кукес. Окончил школу в Шиштевеце. С двенадцатилетнего возраста работал с отцом и братом на кондитерских фабриках в разных городах Малакастры и Влёры. Впоследствии семья открыла собственную кондитерскую.
Рахман Парлаку проявлял политическую активность, примыкал к левым националистам, затем — к коммунистам. В 1942 Парлаку вступил в Коммунистическую партию Албании (КПА; с 1948 — Албанская партия труда, АПТ) и в Национально-освободительную армию (НОАА). С января 1943 командовал партизанскими отрядами Влёры. С весны 1943 по осень 1944 занимал командные посты в 8-й, 12-й, 3-й ударных бригадах НОАА. В сентябре 1944 возглавлял рейд 5-й бригады на территорию Косово. Был одним из руководителей операций НОАА по взятию Эльбасана и Тираны.
При этом Рахман Парлаку был категорически против гражданской войны с албанскими националистами. Впоследствии он характеризовал партизанскую войну НОАА не как борьбу за коммунизм, а как участие в международной антигитлеровской коалиции.

## Генерал-коммунист
В ноябре 1944 войска НОАА вошли в Тирану, КПА пришла к власти в Албании. Рахман Парлаку занимал высокие посты в министерстве обороны НРА и генеральном штабе АНА.
В конце 1944 — начале 1945 Парлаку вновь командовал албанской 5-й бригадой в Косово. В апреле 1945 возвратился в Албанию, командовал военным округом в Берате. Одновременно являлся секретарём Бератской организации КПА. В декабре 1947 Рахман Парлаку в звании полковника был назначен руководителем кадрового управления министерства обороны. В 1948 окончил курсы в советской Военной академии им. Ворошилова.
Период 1944—1948 характеризовался тесным союзом КПА с Компартией Югославии и НРА с ФНРЮ. Рахман Парлаку занимал в этом отношении особую позицию, отстаивая военную независимость АНА от ЮНА. Был известен также как сторонник самоопределения албанцев в Косово.
В 1952—1961 Рахман Парлаку в звании генерал-майора — заместитель министра обороны и начальник нескольких управлений министерства. Первые полтора года министерский пост занимал сам первый секретарь ЦК АПТ Энвер Ходжа, после него — генерал Бекир Балуку. С 1961 по 1967 Рахман Парлаку в звании генерал-лейтенанта — командующий ВМФ (генерал сухопутных войск возглавил военно-морские силы после репрессивного разгрома флотского командования во главе с Теме Сейко). Затем до 1970 Парлаку — командующий ВВС. С 1971 — заместитель начальника генерального штаба АНА Петрита Думе.
С 1945 Рахман Парлаку был кандидатом в члены ЦК АПТ, на V съезде в 1966 избран в состав ЦК. Являлся депутатом Народного собрания от Кукеса. Имел пятнадцать государственных и военных наград и почётное звание Народный герой.

## Арест и заключение
С начала 1970-х Энвер Ходжа стал подозрительно относиться к военному командованию. Усиление АНА способствовало политическим амбициям высшего генералитета во главе с многолетним министром обороны Балуку. Ходжа требовал усилить в армии партийно-политический контроль, продвигать новые кадры на командные посты. Подозрения Ходжи разжигались со стороны МВД и Сигурими. Руководители карательного аппарата Мехмет Шеху, Кадри Хазбиу, Фечор Шеху видели в армейском генералитете опасного силового конкурента.
На пленуме ЦК АПТ в июле 1974 первый секретарь Ходжа выступил с резкой критикой министра обороны Балуку, начальника генштаба Петрита Думе и начальника армейского политуправления Хито Чако. Против них были выдвинуты обвинения в ревизионизме, что являлось преддверием репрессий.
16 декабря 1974 Сигурими арестовала генералов Балуку, Думе, Чако и Парлаку (командование АНА оказалось фактически обезглавлено). Они были объявлены «врагами партии и народа», им предъявили обвинения в военном заговоре с целью «установления фашистско-ревизионистской диктатуры и реставрации капитализма», в связях с «советскими и югославскими ревизионистами».
На процессе Парлаку старался избегать самокритики и тяжких обвинений в адрес других подсудимых. Он лишь признавал, что политуправление генерала Чако руководствовалась не только указаниями ЦК, но и директивами министра Балуку.
5 ноября 1975 Специальный военный суд под председательством Аранита Чели приговорил Балуку, Думе и Чако к смертной казни, Парлаку — к 25 годам тюремного заключения. Все они были лишены наград и званий.
В тюрьмах НРА/НСРА Рахман Парлаку провёл 16 лет. Он оставался в заключении и после смерти Ходжи.

## Активность после освобождения
В 1990 в Албании начались массовые протесты, приведшие к падению коммунистического режима. Решающие события произошли в Тиране 20 февраля 1991. Партийно-государственное руководство во главе с Рамизом Алией вынуждено было идти на политические манёвры и существенные уступки. Это касалось и судьбы политзаключённых. 17 марта 1991 Рахман Парлаку был освобождён по амнистии.
Рахман Парлаку не принял такой формулировки и обратился в суд с требованием полного оправдания. 20 июля 1994 — уже после окончательного падения коммунистического режима и отстранения от власти АПТ/СПА — кассационный суд отменил приговор 1975 года и полностью оправдал генерала Парлаку с возвращением наград и званий.
Несмотря, на преклонный возраст, Рахман Парлаку активно участвовал в общественной жизни. С 1998 он возглавлял организацию военных ветеранов. Особенно дружеские отношения связывали его с Лири Белишовой. Генерал Парлаку решительно поддерживал Армию освобождения Косова и военную операцию НАТО против Югославии в 1999. Консультировал министерство обороны, полностью одобрял вступление Албании в НАТО.

## Юбилей и личность
100-летний юбилей Рахмана Парлаку 17 апреля 2019 был отмечен албанской общественностью. Муниципалитет Тираны присвоил ему звание Символ города. Авторы публикаций называли генерала Парлаку выдающимся албанским патриотом, «старейшим, но молодым генералом, сражавшимся с фашизмом и бросившим вызов коммунизму».
«Четырьмя главными преступниками Албании» Рахман Парлаку считал Энвера Ходжу, Мехмета Шеху, Кадри Хазбиу и Хюсни Капо. Худшим из худших при этом он выделял Капо. Историческим местом Энвера Ходжи определил «мусорный бак», хотя признавал его умным человеком.

Кто сказал, что он был глупым. Он был очень умным. Такой манипулятор не мог быть дураком.

Я был с ним очень близок. Полтора года сидел за одним столом — он министр обороны, я начальник военных кадров. Меня спрашивали, почему я его не убил… Он умел использовать каждого. Каждый служил ему, вольно или невольно. Сумел он использовать и меня. Я жалею об этом.

Рахман Парлаку.

Говоря о Мехмете Шеху, Парлаку признавал его «способным премьер-министром», позитивно оценивая антиюгославский курс. Бекира Балуку называл «способным военным». Самым положительным образом отзывался Парлаку о таких политиках, как Сали Бериша, Илир Мета, Люльзим Баша. Гораздо сдержаннее — о Фатосе Нано и Эди Раме. (Бериша и Баша принадлежат к антикоммунистической ДПА, Мета — к социал-демократической СДИ, тогда как Нано и Рама — к СПА.)
В одном из интервью Парлаку был задан вопрос: какой период своей жизни — юность при королевстве, партизанская война, привилегированное положение при диктаторском режиме, тюремное заключение, посткоммунистическая демократия — он считает лучшим? Рахман Парлаку не задумываясь ответил: «Война».
Скончался Рахман Парлаку через пять месяцев после своего столетия.
Рахман Парлаку был женат, имел трёх сыновей. Все они служили в албанской армии.